# غرانيت فولز (واشنطن)
غرانيت فولز (بالإنجليزية: Granite Falls, Washington)‏ هي مدينة تقع في الولايات المتحدة في مقاطعة سنوهوميش، واشنطن. يقدر عدد سكانها بـ 3,364 نسمة ومساحتها 5.70 كم2 وترتفع عن سطح البحر 124 متر.

## التركيبة السكانية
قام مكتب تعداد الولايات المتحدة بتحديد بيانات التركيبة السكانية لغرانيت فولز في تعداد الولايات المتحدة. في ما يلي، التركيبة السكانية حسب تعدادي 2000 و2010.

### تعداد عام 2000
بلغ عدد سكان غرانيت فولز 2,347 نسمة بحسب تعداد عام 2000، وبلغ عدد الأسر 846 أسرة وعدد العائلات 594 عائلة مقيمة في المدينة. في حين سجلت الكثافة السكانية 1,372.9 نسمة لكل ميل مربع (530.1/كم2). وبلغ عدد الوحدات السكنية 873 وحدة بمتوسط كثافة قدره 510.7 نسمة لكل ميل مربع (197.2/كم2).
وتوزع التركيب العرقي للمدينة بنسبة 90.84% من البيض و 2.09% من الأمريكيين الأصليين و 1.53% من الأمريكيين ذوي الأصول الآسيوية و 0.09% من سكان جزر المحيط الهادئ و 0.68% من الأمريكيين الأفارقة و 3.49% من عرقين مختلطين أو أكثر.
بلغ عدد الأسر 846 أسرة كانت نسبة 45.9% منها لديها أطفال تحت سن الثامنة عشر تعيش معهم، وبلغت نسبة الأزواج القاطنين مع بعضهم البعض 55.7% من أصل المجموع الكلي للأسر، ونسبة 10.6% من الأسر كان لديها معيلات من الإناث دون وجود شريك، وكانت نسبة 29.7% من غير العائلات. تألفت نسبة 23.8% من أصل جميع الأسر من أفراد ونسبة 7.0% كانوا يعيش معهم شخص وحيد يبلغ من العمر 65 عاماً فما فوق. وبلغ متوسط حجم الأسرة المعيشية 3.31، أما متوسط حجم العائلات فبلغ 2.77.
بلغ العمر الوسطي للسكان 30 عاماً. وكانت نسبة 7.5% بين الثامنة عشر والأربعة وعشرون عاماً، ونسبة 36.8% كانت واقعةً في الفئة العمرية ما بين الخامسة والعشرون حتى والأربعة وأربعون عاماً، ونسبة 15.6% كانت ما بين الخامسة والأربعون حتى الرابعة والستون، ونسبة 6.9% كانت ضمن فئة الخامسة والستون عاماً فما فوق. يوجد لكل 100 أنثى 98.7 ذكر، ويوجد لكل 100 أنثى في الثامنة عشر من عمرها فما فوق 98.1 ذكر.
بلغ متوسط دخل الأسرة في المدينة 47,643 دولار، أما متوسط دخل العائلة فبلغ 52,150 دولار. وكان متوسط دخل الذكور 40,469 دولار مقابل 26,809 دولار للإناث. وسجل دخل الفرد الخاص بالمدينة 17,425 دولار. وكانت نسبة 5.1% من العائلات ونسبة 7.2% من السكان تحت خط الفقر، وكان من هؤلاء نسبة 6.7% تحت سن الثامنة عشر ونسبة 11.3% في الخامسة والستين من العمر وما فوق.

### تعداد عام 2010
بلغ عدد سكان غرانيت فولز 3,364 نسمة بحسب تعداد عام 2010، وبلغ عدد الأسر 1,222 أسرة وعدد العائلات 831 عائلة مقيمة في المدينة. في حين سجلت الكثافة السكانية 1,543.1 نسمة لكل ميل مربع (595.8/كم2). وبلغ عدد الوحدات السكنية 1,344 وحدة بمتوسط كثافة قدره 616.5 لكل ميل مربع (238.0/كم2).
وتوزع التركيب العرقي للمدينة بنسبة 87.6% من البيض و 1.2% من الأمريكيين الأصليين و 1.5% من الأمريكيين ذوي الأصول الآسيوية و 0.3% من سكان جزر المحيط الهادئ و 0.7% من الأمريكيين الأفارقة و 5.5% من عرقين مختلطين أو أكثر.
بلغ عدد الأسر 1,222 أسرة كانت نسبة 42.5% منها لديها أطفال تحت سن الثامنة عشر تعيش معهم، وبلغت نسبة الأزواج القاطنين مع بعضهم البعض 49.5% من أصل المجموع الكلي للأسر، ونسبة 12.5% من الأسر كان لديها معيلات من الإناث دون وجود شريك، بينما كانت نسبة 6.0% من الأسر لديها معيلون من الذكور دون وجود شريكة وكانت نسبة 32.0% من غير العائلات. تألفت نسبة 25.6% من أصل جميع الأسر من أفراد ونسبة 10.3% كانوا يعيش معهم شخص وحيد يبلغ من العمر 65 عاماً فما فوق. وبلغ متوسط حجم الأسرة المعيشية 3.33، أما متوسط حجم العائلات فبلغ 2.75.
بلغ العمر الوسطي للسكان 34.4 عاماً. وكانت نسبة 29.4% من القاطنين تحت سن الثامنة عشر، وكانت نسبة 8.4% بين الثامنة عشر والأربعة وعشرون عاماً، ونسبة 30.9% كانت واقعةً في الفئة العمرية ما بين الخامسة والعشرون حتى والأربعة وأربعون عاماً، ونسبة 23.1% كانت ما بين الخامسة والأربعون حتى الرابعة والستون، ونسبة 8.4% كانت ضمن فئة الخامسة والستون عاماً فما فوق. وتوزع التركيب الجنسي للسكان بنسبة 50.2% ذكور و49.8% إناث.